# BTR-40
De BTR-40 (Russisch: БТР-40, van Бронетранспортер, Bronetransporter) is een pantserwagen uit de Sovjet-Unie. Het voertuig werd geproduceerd in de periode 1950-1960. Het werd vooral gebruikt voor het vervoer van personeel en voor verkenningsdoeleinden.

## Geschiedenis
Begin 1947 werd de BTR-40 ontwikkeld door het ontwerpbureau van de Sovjet vrachtwagenfabrikant GAZ (Gorkovsky Automobiel Fabriek) onder leiding van V. A. Dedkov. Het voertuig was de opvolger van de BA-64, een pantserwagen met 4x4 aandrijving, waarvan de productie in 1946 werd gestaakt. In 1950 werden twee typen voor productie goedgekeurd, de BTR-40 en BTR-40A.

## Beschrijving
De BTR-40 is gebaseerd op het chassis van de civiele vrachtwagen, de GAZ-63. Dit vierwielaangedreven voertuig was tussen 1946 en 1968 in productie. De GAZ-63 had een totaal gewicht van 5 ton, geladen en in terrein, en een benzinemotor van 70 pk. De BTR-40 kreeg een standaardopbouw van de motor voorin, een cabine voor twee personen, de chauffeur en commandant, en een laadgedeelte groot genoeg voor het transport van acht volledig uitgeruste militairen of 1 ton lading.

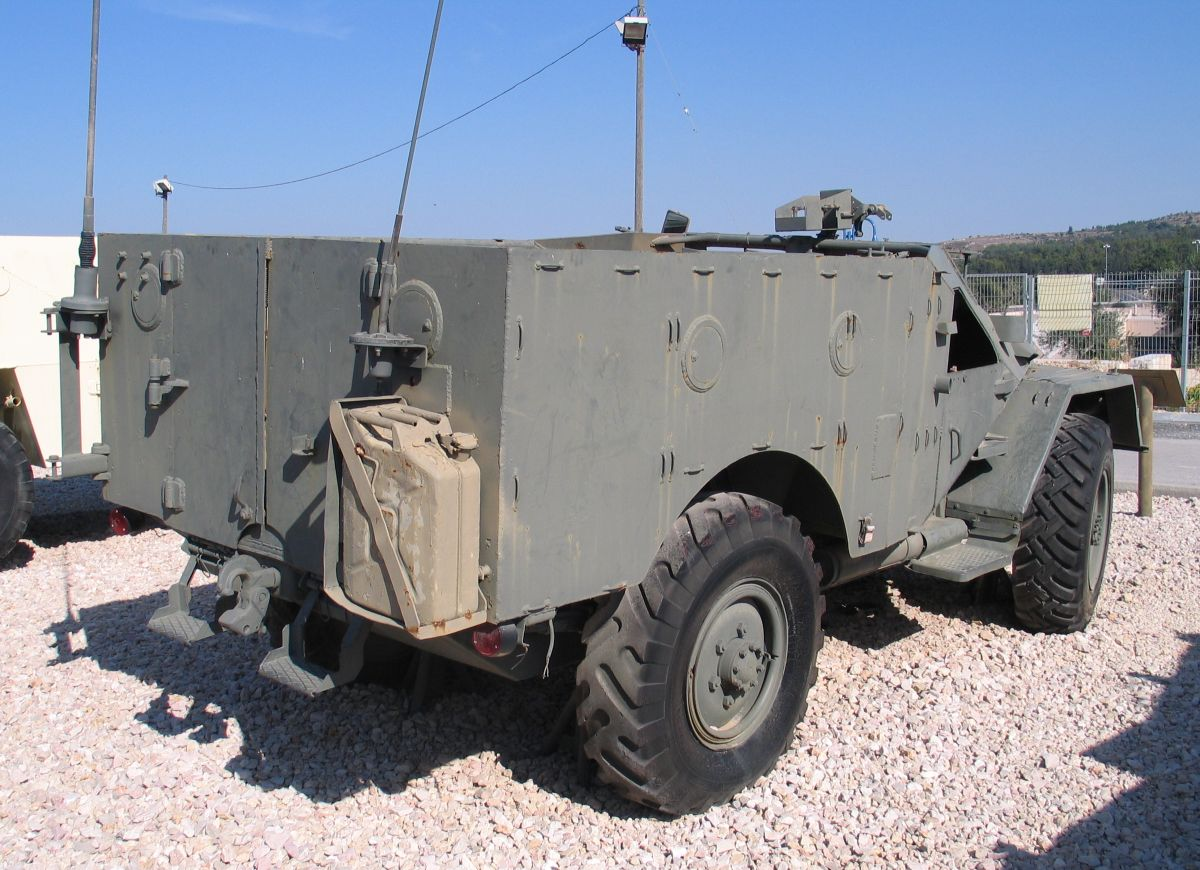
Achterzijde BTR-40

Het pantser kreeg een dikte van 6–8 mm, slechts voldoende voor de bescherming tegen kleine vuurwapens en granaatscherven. De banden waren niet beschermd en daardoor kwetsbaar. De cabine en laadgedeelte had geen vast dak, wel was afscherming door een canvas doek mogelijk. Dit bood bescherming tegen regen en sneeuw, maar maakte de bemanning kwetsbaar voor vijandig vuur van elk kaliber. Aan de achterzijde waren twee deuren voor het in- en uitstappen.
Er was geen vaste bewapening, maar het had wel drie punten waarop een machinegeweer bevestigd kon worden. Deze zaten aan de voorzijde en een aan beide zijkanten. Latere versies van het voertuig kregen ook schietgaten aan beide zijden waardoor de militairen in het voertuig met eigen wapens naar buiten konden schieten.
Net als de GAZ-63 vrachtwagen, had de BTR-40 aandrijving op alle wielen, 4 x 4. Het chassis was wel iets korter dan van de vrachtwagen en de BTR had meer schokbrekers om het extra gewicht van het pantser comfortabel te dragen. De motor was een GAZ-40 watergekoelde zescilinder benzinemotor met een vermogen van 80 pk. In de brandstoftanks kon 120 liter benzine en gaf het voertuig een bereik van 285 kilometer op de weg. De versnellingsbak telde vier versnellingen voor- en één achteruit. Vanwege het hoge gewicht waren de prestaties in het terrein teleurstellend. Sommige versies van de BTR-40 kregen een lier, met een capaciteit van 4,5 ton, aan de voorzijde gemonteerd.

## Gebruik
Van het voertuig zijn duizenden exemplaren gebouwd. Het is in gebruik geweest bij de strijdkrachten van Sovjet-Unie, het Warschaupact en landen waarmee de Sovjet-Unie destijds goede relaties onderhield zoals Egypte en Noord-Korea. Er zijn verschillende versies van het voertuig ontwikkeld, die overigens weinig van elkaar verschillen.

## Versies
- BTR-40A: Dit voertuig was uitgerust met twee zware mitrailleurs tegen luchtdoelen. De 14,5mm machinegeweren konden volledig ronddraaien en een maximale hoek maken van 80 graden. Het had een bemanning van vijf personen. Het maximale bereik van de machinegeweren was 8 kilometer tegen landdoelen en 5 km tegen luchtdoelen. Effectief lag het bereik echter veel lager: circa 2 kilometer tegen landdoelen.
- BTR-40B: Deze versie kreeg een vast dak en twee schietgaten aan beide zijkanten. Er konden vijf militairen mee in plaats van de gebruikelijk acht. Dit voertuig kwam vanaf 1957 in gebruik.
- BTR-40V: Deze voertuigen kregen een centraal systeem om de druk van de banden van binnenuit te reguleren. Door de bandenspanning te verlagen kwam het voertuig beter vooruit bij een zachte ondergrond.

## Naslagwerk
- Jane’s Armour and Artillery 1985-1986, 6th edition, ISBN 0 7106-0820-9, p. 365-366